# Ecaterina Cuibuș
Ecaterina Cuibuș (n. 26 octombrie 1968) este prima alpinistă din România care a încercat cucerirea vârfului K2, situat în masivul Karakorum, la granița dintre Pakistan și China.

## Palmares sportiv
Vicepreședinte fondator al „Clubului alpiniștilor profesioniști din România” și al „Clubului sportiv al alpiniștilor din România”, acesta din urmă recunoscut și certificat de Ministerul tineretului și sportului.
Practică alpinismul de la vârsta de 17 ani. Are la activ marea majoritate a traseelor de medie și maximă dificultate din țară atât iarna cât și vara.
Din anul 1990 este membru fondator al „Clubului alpin român” fiind antrenată de maestrul emerit al sportului Nicolae Baticu.
Este prima femeie din istoria alpinismului din Romania si a 7-a din lume care a incercat cucerirea colosului himalayan K2 de 8.611 m din Karakorum, prin doua expeditii consecutive in anii 2001-2002. Face echipa cu Bogdan Cuibus din 1990.

## Trasee de vară
- Munții Bucegi: Lespezilor (grad de dificultate 4b), Diedrul Pupăza (6a), Herman Buhl (4b), Fisura întreruptă (4b), Răsucita (4b), Furcile (5b), Creasta Coștila Gălbinele, Creasta Picăturii, Hornul Coamei, tr. în peretele cu flori, toate văile de abrupt și alpine importante.
- Munții Piatra Craiului: fața nordica a Turnului mare al Dianei (5a), Santinela Padinei Popii (4a), Creasta Principala, Padinile nordice și sudice.
- Munții Postăvarul: traseul Sulfinelor (5b), Fisura Neagra (5a), Cezar Manea (4b), Marele Tapir (5a), Muchia Căprioarei (4b), Lupului (5b), Coțofana (5b), Cangurul (4b), Grădina Botanică (5b)
- Munții Piatra Mare: toate traseele din Prăpastia Urșilor și Piatra Scrisă
- Munții Suhard: Cheile Bicazului – Fisura Neagră (5b), Piatra Altarului, Creasta Estică (4a), tr. Vânătorilor de munte (5b)
- Munții Mehedinți: Băile Herculane, tr. Hercules (5a), tr. Haiducilor (5a), tr. Frontal (4a)
- Munții Parâng: Cheile Oltețului – Diedrul cu măceși, surplomba Rândunele (4b), pintenul Oltețului (5a), a XXXV Aniversare (5b), Olimpiada ‘80 (5b), Peștera Urșilor (5b), Marele tavan al Oltețului (5b).

## Trasee de iarnă
- Bucegi: marea majoritate a văilor și vâlcelelor de abrupt mai importante, inclusiv brânele de traversare a abrupturilor: Jepilor, Caraimanului, Coștilei (4b – iarna), Morarului și a Bucșoiului, Creasta Morarului, Creasta Picăturii, Creasta Coștila Gălbinele.
- Piatra Craiului: Creasta Principală de la nord la sud, Umerii Pietrei Craiului, Canionul Ciorânga mare, Brâul mare, Brâul de sus, Muchia dintre țimbale, Muchia Padina lăncii inclusiv văile și padinile din abruptul nordic și sudic.
- Munții Făgăraș: Creasta Principală, Muchia Albota, Tărâța, Viștea mare, Moldoveanu, Muchia Podragului, Muchia Serbotei, Cascade de gheața în Sîmbăta Podragu, Bâlea și Negoiu.
- Munții Retezat: Muchia Nordică, Pietrele, Lolaia, Muchia sud-estică a Pelegii, Custura n-e a vf. mare, Hornul mare și tr. central din Bucura.

Traseele sunt escaladate în perioada 1986 – 2001, în marea majoritate reprezentînd doar o parte din cele mai importante și semnificative de la noi din țară.

## Traseele din străinătate
- 1991 – Munții Rila, Piri l, Bulgaria
- 1992 – Munții Tatra, Cehia
- 1993 – Ararat, Turcia
- 1996 – Caucaz, vf. Elbrus (5643 m), Rusia
- 1996 – Caucaz, Dungujorun (4230 m), Rusia
- 1997 – Pamir, vf. Lenin (7123 m), Rusia
- 2001 – prima expediție integral românească pe K2 (8611 m) din Karakorum-Himalaya, al doilea vîrf al lumii cu participarea primei femei din România pe acest vîrf, Ecaterina Cuibuș. S-a ajuns la altitudinea de 7600 m, realizîndu-se un record național de altitudine pe acest vîrf.[3][4][5]
- 2002 - K2, expeditie integral românească; datorită condițiilor meteorologice nefavorabile s-a atins doar altitudinea de 7200 m.[5]

- deschiderea în premieră mondială a traseului „Ruta română” pînă la altitudinea de 6200 m.
- 2002 – 2003 – K2 - Karakorum - Himalaya premieră mondială feminină de iarnă